# 辛县
辛縣(寮語:ເມືອງສີງ)是寮國西北部琅南塔省的一個縣，位於琅南塔西北約60公里處以及永珍西北360公里處。該縣轄約95個村莊，北與中國雲南省接壤。該縣面積1650平方公里，至2000年時人口約23500人，人口密度為每平方公里14.2人。地形的海拔高度從540公尺到2,094公尺不等。